# Чернобровая мышиная тимелия
Чернобровая мышиная тимелия, или чернобровая кустарница (лат. Malacocincla perspicillata), — вид птиц из семейства земляных тимелий.

## Таксономия и история изучения
Ранее считался подвидом Malacocincla sepia. Подвидов не выделяют.
Вид был известен по единственному экземпляру, добытому в XIX веке, однако был переоткрыт в 2020 году в южной части Калимантана.

## Распространение
Эндемики Борнео.

## Описание
Длина тела 15-16 см. Имеют тускло-коричневую корону. Цвет радужки багровый , клюв довольно длинный и крепкий, с выраженным крючком, черновато-коричневый у основания, ноги тускло-коричневатые.
Самец и самка подобны. Неполовозрелые особи не описаны.

## Биология
О рационе информации нет, предположительно, питаются мелкими беспозвоночными и растительным материалом.